# Amaechi Igwe
Amaechi Igwe (Belmont, 20 maggio 1988) è un ex calciatore statunitense, di ruolo difensore.

## Carriera

### Club
Dal 2011 gioca nel Babelsberg, dopo aver trascorso tre stagioni al New England Revolution e una stagione all'Ingolstadt.

### Nazionale
Ha partecipato ai Mondiali Under-20 del 2007.